# The More I See You

The More I See You est une chanson composée par Harry Warren avec des paroles de Mack Gordon. 
Enregistrée pour la première fois en janvier 1945, elle est rendue populaire par l'interprétation de Chris Montez en 1966. 
Elle connait plus de trois cents versions. 

## Version(s) originale(s)
Plusieurs versions se sont côtoyées au début de l'année 1945.
Le 3 janvier 1945, Harry James et son orchestre (avec Buddy Di Vito) effectue le premier enregistrement durant la session Columbia 'HCO1201=1' à Hollywood. Le 78 tours lié porte la référence Columbia 36794,. 
Le 21 janvier 1945, Dick Haymes avec Victor Young et son orchestre enregistrent leur version lors de la session Decca L3720 à Los Angeles. Le 78 tours associé porte la référence Decca 18662.
Les deux 78 tours possèdent le même titre sur la seconde face : I Wish I Knew, lui aussi composé par le duo Warren/Gordon,.
Le 2 mai 1945 voit la sortie en salle de la comédie musicale Broadway en folie dans laquelle on entend Dick Haymes chanter The More I See You à Betty Grable, ainsi qu'en guise de générique d'ouverture. 
La version de Harry James, sortie le 9 avril 1945, entre dans le classement national américain en mai 1945, durant 3 semaines et atteint la 12e position le 26 mai 1945. 
La version de Dick Haymes, sortie elle aussi en avril 1945, entre dans le classement national américain en juin 1945, durant 3 semaines et atteint la 7e position le 9 juin 1945. Certains considèrent cette dernière version comme la version originale publique,,.
La même année (1945), plusieurs artistes et orchestres vont enregistrer leur version :
- Jerry Wald et son orchestre avec Dick Merrick (Majestic 7130[15], enregistré en février 1945 lors de la session T497[16], sortie en mars 1945[15]).
- Carmen Cavallaro et son orchestre avec Gloria Foster (Decca 18671[17], enregistré le 21 mars 1945 lors de la session 72786[5]).
- Dean Hudson et son orchestre avec Frankie Lester (Musicraft 15033[18], enregistré en 1945 lors de la session 5251[19]).
- Georgia Gibbs et son orchestre (Victor 20-1660, enregistré en 1945[20]).
- Sammy Kaye avec Sally Stuart (Victor 20-1662, enregistré en 1945, sortie en mai 1945[21]).
- Carroll Gibbons (en) and the Savoy Hotel Orpheans  (Columbia FB3136, enregistré en 1945, sortie en août 1945[22]).
- Victor Silvester (en) and his Ballroom Orchestra (Columbia FB3139, enregistré en 1945[23]).

## Version de Chris Montez
Après le succès Let's Dance en 1962, Montez ne parvient pas à retrouver le chemin des classements. Herb Alpert le signe chez A&M Records, label dont il est le cofondateur. Il lui suggère de mettre de côté le rock 'n roll et d'enregistrer une chanson aux accents plus populaires. Montez n'est pas favorable à cette idée mais le succès est au rendez-vous. 
Sortie en avril 1966 chez A&M Records (référence 796), la version de Chris Montez est arrangée et produite par Herb Alpert. 
C'est la reprise qui connait le plus grand succès commercial et la plus utilisée dans les films et séries la créditant. 

### Classement
| Classement (1966)                             | Meilleure position |
| --------------------------------------------- | ------------------ |
| États-Unis (Billboard Hot 100)                | 16                 |
| États-Unis (Adult Contemporary)               | 2                  |
| Royaume-Uni (Official Charts)                 | 3                  |
| Allemagne                                     | 28                 |
| Pays-Bas                                      | 20                 |
| Belgique (Ultratop 50 Singles néerlandophone) | 20                 |
| Belgique (Ultratop 50 Singles francophone)    | Tip                |

### Album
La même année sort un album au titre identique.

## Version de Peter Allen
La version de Peter Allen est publiée sur son quatrième album, Taught By Experts (en), sorti en 1976, album qui contient également son morceau le plus populaire, I Go To Rio.
Il sort chez A&M Records sous la référence K-6357.  

### Musiciens
La liste des participants au morceau est visible sur l'album :
- Peter Allen : Piano, Voix
- Thom Rotella : Guitare acoustique
- Abigail Haness, Brenda Gordon Russell, Judy Elliot, Lesley Gore : chœurs
- Charles Larkey : Guitare basse
- Jim Gordon : Batterie
- Alan Estes, Barry Lazarowitz : Percussion
- Herb Alpert : Trompette

### Classement
Australien de naissance, Allen connait un beau succès dans différentes villes de son pays d'origine : #4 Sydney, #12 Melbourne, #1 Brisbane, #11 Adelaide.  
| Classement (1976)               | Meilleure position |
| ------------------------------- | ------------------ |
| États-Unis (Billboard Hot 100)  | 108                |
| États-Unis (Adult Contemporary) | 38                 |
| Royaume-Uni (Official Charts)   | 51                 |
| Australie (ARIA)                | 10                 |

## Version de Valli
En 1986, Valli, alors ex-chanteuse du groupe français Chagrin d'Amour sort une version dont les deux premiers couplets sont en anglais, suivis de deux couplets en français, pour se terminer en anglais. 

### Musiciens
- Valli Timbert : voix
- Steve Hiett : guitare
- Stevie Cusack : batterie
- Jon Kingsley Hall : claviers
- Mark Vincent : instruments additionnels[33],[34]

### Formats
Deux versions, 45 tours et maxi, sortent chez Epic Records, respectivement sous les références EPC 650 110 7 et EPC 650 110 6.
| 45 tours 1. The More I See You - 3:56 2. The More I See You (Instrumental) - 3:48 | Maxi 1. The More I See You (Dance Mix) – 5:39 2. The More I See You (Dub Mix) – 4:05 |

### Classement
Classée durant 16 semaines en 1987, sa version atteint la 17e du classement français, position fluctuante atteinte à trois reprises.
| Position | 47 | 37 | 36 | 31 | 20 | 21 | 17 | 18 | 21 | 17 | 19 | 17 | 35 | 38 | 47 | 49 |

## Autres reprises
Informations issues de SecondHandSongs, sauf mention complémentaire.
The More I See You connait plusieurs centaines de reprises.   

### Reprises classées
- Joy Marshall obtient la 34e position au Royaume-Uni en 1966[36].
- Richard 'Groove' Holmes se classe 131e au Billboard 200[37] en 1966.
- En 1999, Barbara Windsor et Mike Reid se hissent à la 46e position au Royaume-Uni[38].

### Reprises chantées (sélection)
- Chet Baker sur (Chet Baker Sings) It Could Happen to You (1958)
- Nat King Cole sur The Very Thought of You (1958)
- Anthony Perkins sur From My Heart (1958)
- Julie London sur Your Number Please (1959)
- The Four Freshmen sur The Four Freshmen and Five Guitars  (1959)
- Nancy Wilson sur Like in Love (1960)
- Sarah Vaughan sur Dreamy (1960), Sarah Vaughan sur Live in '58 and '64 (2007 DVD)
- Alma Cogan sur With You in Mind (1961)
- Bobby Darin sur Love Swings (1961)
- Al Martino sur Living a Lie (1964)
- Doris Day sur Doris Day's Sentimental Journey (1965)
- Johnny Hartman sur The Voice That Is! (1964)
- Ella Fitzgerald et Duke Ellington sur Ella and Duke At The Côte D'Azur (1966)
- Nancy Sinatra sur Nancy in London (1966)
- Andy Williams sur Love, Andy (1967)
- Sergio Franchi sur From Sergio - With Love (1967)
- The Platters sur Sweet, Sweet Lovin' (1968)
- Peggy Lee sur Norma Deloris Egstrom from Jamestown, North Dakota (1972)
- Bert Kaempfert sur Golden Memories[39] (1975)
- Count Basie sur Montreux '77[40] (1977)
- Bing Crosby sur Beautiful Memories (1977)
- Orchestral Manoeuvres in the Dark sur Organisation (1980)
- Viola Wills en simple[41] (1982)
- Carol Kidd sur Carol Kidd (1984)
- Engelbert Humperdinck sur A Lovely Way to Spend an Evening (1985)
- Dinah Washington sur The Complete Dinah Washington on Mercury Vol. 5 (1956-1958) (1989)
- Mark Murphy sur Another Vision (1992)
- Nina Simone sur A Single Woman (1993)
- Michael Bublé sur It's Time (2005) et Caught in the Act (2005)
- Carly Simon sur Moonlight Serenade (2005)
- Sondre Lerche sur Duper Sessions (2006)
- Eliane Elias sur Bossa Nova Stories (2009)
- Will Tura sur Unforgettable (2009)
- Marvin Gaye sur Motown Unreleased 1965: Marvin Gaye (2016)

### Reprises instrumentales (sélection)
- Tal Farlow sur This Is Tal Farlow (1958)
- Hank Mobley sur Roll Call (1961)
- Toots Thielemans avec le Shirley Horn Trio sur For My Lady (1991)
- Brad Mehldau sur Progression, Art of the Trio, Vol. 5 (2001)

### Adaptations en langue étrangère
| Année | Langue           | Titre              | Adaptation      | Interprète(s)                   |
| ----- | ---------------- | ------------------ | --------------- | ------------------------------- |
| 1966  | Néerlandais      | Gewoon...een man   | Jacques van Tol | Conny van den Bos               |
| 1972  | Néerlandais      | Ui goed voor u     | André van Duin  | André van Duin                  |
| 2009  | Néerlandais      | Beeld van jou      | Ingrid Mank     | Will Tura et Kim Buttafuoco     |
| 1966  | Finlandais       | Ei syytä huoleen   | Juha Vainio     | Johnny - Jaakko Salon orkesteri |
| 1965  | Français         | La mer, la plage   | Maurice Pon     | Jacqueline Boyer                |
| 1966  | Français         | L'air qui balance  | Georges Aber    | Sylvie Vartan                   |
| 1967  | Suédois          | Ju mer jag ser dig | Stig Anderson   | Bruno Wintzell                  |
| 1986  | Français/Anglais | The More I See You | Valli Timbert   | Valli                           |

## Utilisation dans les médias
Outre la version de Dick Haymes dans Broadway en folie en 1945 et dans Do You Love Me en 1946, on peut entendre la version de Chris Montez dans :
- En 1988, dans le film Frantic de Roman Polanski,
- En 1991, dans le film Off and Running (en) de Ed Bianchi (en),
- En 1993, dans la série Goodnight Sweetheart (en) (saison 1, épisode 4),
- En 1996, dans le film I Shot Andy Warhol de Mary Harron,
- En 1998, dans le film Les folies de Margaret de Brian Skeet (en),
- En 2001, dans le film Rouge à lèvres et armes à feu de Mel Smith,
- En 2013, dans le film Amour & Turbulences de Alexandre Castagnetti,
- En 2014, dans la série Les enquêtes de Morse (saison 2, épisode 1),
- En 2014, dans la série Rectify (saison 2, épisode 4).